# Перттиля, Матти
Матти Рудольф «Маса» Перттиля (фин. Matti Rudolf "Masa" Perttilä ; 21 января 1896 — 12 мая 1968) — финский борец греко-римского стиля, призёр Олимпийских игр.
Матти Перттиля родился в 1896 году в Исокюрё. В 1920 году принял участие в Олимпийских играх в Антверпене где завоевал бронзовую медаль. В 1923 году эмигрировал в Канаду, где попытался заняться фермерством, но перед Второй мировой войной вернулся на родину.